# La Flèche
La Flèche è un comune francese di 16 343 abitanti situato nel dipartimento della Sarthe nella regione dei Paesi della Loira. 

## Storia
Sorto verso l'anno mille, il comune prese slancio all'inizio del XVII secolo sotto l'impulso di Guillaume Fouquet de La Varenne, poi per la creazione del collegio Enrico IV, tenuto dai gesuiti, che diventerà il prytanée national militaire per decisione di Napoleone Bonaparte nel 1808. 
Importante centro religioso nel XVII secolo per la presenza di dodici comunità di religiosi sul suo territorio, La Flèche fu annesso, come diciassette altre parrocchie dell'antica provincia dell'Angiò, al dipartimento della Sarthe. 

Il comune s'ingrandì nel 1866 incorporando quello di Sainte-Colombe e poi, nel 1965, con l'annessione dei comuni di Verron e Saint-Germain-du-Val.
È famoso per aver ospitato nel suo collegio gesuita il filosofo e matematico Cartesio per la sua educazione e per essere stato il soggiorno del filosofo scozzese David Hume per tre anni, durante la scrittura della sua opera più importante, il trattato sulla natura umana. 

## Società

### Evoluzione demografica
Abitanti censiti

## Amministrazione

### Gemellaggi
- Obernkirchen
- Chippenham
- Markala
- Złotów
- Thury-Harcourt
- Saint-Lambert